# Cezary Duchnowski
Cezary Duchnowski (ur. 25 lutego 1971 w Elblągu) – polski kompozytor i pianista. Wykładowca Akademii Muzycznej we Wrocławiu. Jeden z inicjatorów założenia Studia Kompozycji Komputerowej w Akademii Muzycznej we Wrocławiu. Twórca utworów kameralnych i symfonicznych. Entuzjasta muzyki improwizowanej – we współpracy z muzykami jazzowymi uczestniczy w kreowaniu muzyki na żywo.

## Kariera
W młodości grał na skrzypcach, wiolonczeli, organach, trąbce i pianinie. Absolwent kompozycji w klasie prof. Leszka Wisłockiego w Akademii Muzycznej we Wrocławiu, gdzie później został nauczycielem akademickim (uczy m.in. realizacji muzyki komputerowej). Współtworzył Studio Kompozycji Komputerowej w obrębie alma mater. Współpracuje z Agatą Zubel, z którą tworzy duet ElettroVoce. Razem realizują projekty na głos i elektronikę. Zajął się również tworzeniem muzyki improwizowanej. Z Pawłem Hendrichem i Sławomirem Kupczakiem utworzyli grupę Phonos ek Mechanes, wykonującą human-electronics, gatunek elektronicznej muzyki improwizowanej, w której komputery kontrolowane są instrumentami akustycznymi. Wraz z Marcinem Rupocińskim założył grupę Morphai.

## Dyskografia
- 2013: Cezary Duchnowski, Agata Zubel, Andrzej Bauer - el Derwid – Plamy na słońcu (CD Accord)
- 2012: Phonos ek Mechanes - C+- (Bôłt Records)
- 2010: Sławomir Kupczak - Novella (Bôłt Records)
- 2009: Warsaw Autumn 2009 no. 4, Warsaw Autumn 2009 CD no. 8
- 2008: Agata Zubel, Eryk Lubos, Cezary Duchnowski - Trzy Prozy na głosy i komputer (do opowiadań Piotra Jaska) (Nova CD)
- 2008: Warsaw Autumn 2008 no. 2
- 2007: Różni wykonawcy - Paszporty Polityki - 15 lat - „Najlepsi Polscy Wykonawcy - Wielkie Utwory Muzyki Klasycznej”
- 2007: Cezary Duchnowski, Agata Zubel - ElettroVoce (Polskie Radio SA. Radiowa Agencja Fonograficzna)
- 2007: Ryszard Osada - Alchemia dźwięku (Musica Sacra Edition)
- 2005: Polish Collection of Warsaw Autumn 1956-2005, 8. Musica Elettronica
- 2003: Warsaw Autumn 2003 CD no. 2
- 2002: Warsaw Autumn 2002 No. 5
- 9 lat Studia Kompozycji Komputerowej
- TECH-NO Orchestra - Resocjalizacja